# Escuela del Danubio

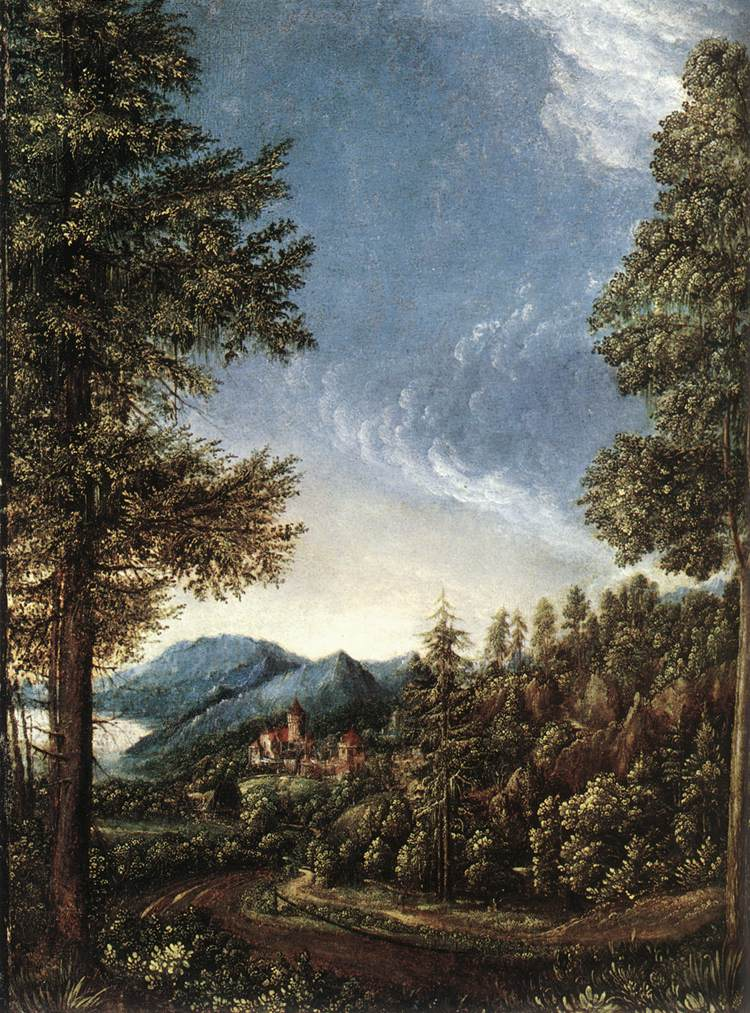
Paisaje del Danubio con el castillo de Wörth (1520-25), por Albrecht Altdorfer, Alte Pinakothek, Múnich.

La Escuela del Danubio o del Donau (en alemán, Donauschule o Donaustil) es el nombre de un círculo de pintores del primer tercio del siglo XVI en Baviera y Austria (también a lo largo del valle del Danubio). Muchos también fueron innovadores grabadores, usualmente al aguafuerte.  Estuvieron entre los primeros pintores en usar regularmente una pintura paisajista pura, y sus figuras, influidas por Matthias Grünewald, a menudo son altamente expresivas, cuando no expresionistas. Muestran poca influencia italiana, y también representa un punto de ruptura decisivo con el alto acabado de la pintura del Renacimiento nórdico, usando un estilo más pictórico que estaba en muchas formas por delante de su tiempo.
Entre sus miembros estuvieron: 
- Albrecht Altdorfer
- Wolf Huber
- Jörg Breu el Viejo
- Rueland Frueauf el Joven
- Augustin Hirschvogel (dibujante, grabador)

Lucas Cranach el Viejo ejerció una gran influencia y ocasionalmente se le considera miembro de la escuela del Danubio.